# Hochberg (Schonwald)
Das Gebiet Hochberg ist ein mit Verordnung vom 3. März 2004 durch die Körperschaftsforstdirektion Tübingen ausgewiesener Schonwald (Schutzgebiet-Nummer 200014) bei Münsingen im Landkreis Reutlingen in Baden-Württemberg.

## Lage
Das Schutzgebiet befindet sich zwischen Wasserstetten und Buttenhausen und gehört zum Landschaftsschutzgebiet Großes Lautertal. Es grenzt an das FFH-Gebiet Großes Lautertal und Landgericht. Er liegt im Wald der
Stadt Stuttgart in Distrikt 5 „Hochberg“ Abteilung 6 „Lauter“ und umfasst einen Teil des Flurstücks Nr. 453 auf Gemarkung Buttenhausen, Stadt Münsingen.
Im Schutzgebiet liegt das Biotop Pflanzenstandort Schonwald "Hochberg" mit der Biotopnummer 276224152305.

## Vegetation
Im Schonwald kommen laut Waldbiotopkartierung die folgenden Pflanzen vor:
Spitzahorn, Berg-Ahorn, Moschuskraut, Giersch, Aronstab, Gewöhnliche Haselwurz, Wald-Segge, Gemeine Hasel, Eingriffeliger Weißdorn,
Echter Seidelbast, Echter Wurmfarn, Rotbuche, Scharbockskraut, Wald-Erdbeere, Gemeine Esche, Wald-Gelbstern, Kleines Schneeglöckchen,
Waldmeister, Ruprechtskraut, Stinkende Nieswurz, Waldgerste, Gefleckte Taubnessel, Frühlings-Platterbse, Frühlingsknotenblume,
Wald-Bingelkraut, Wald-Flattergras, Wald-Sauerklee, Gemeine Fichte, Wolliger Hahnenfuß, Himbeere, Wald-Ziest, Bergulme,
Große Brennnessel, Wald-Veilchen.

## Schutzzweck
Der Schutzzweck des Schonwalds ist gemäß Schutzgebietsverordnung
- die Erhaltung eines Laubholzbestandes (Ahorn, Ulme, Esche, Buche) mit natürlichen Massenvorkommen des Schneeglöckchens und artenreicher Begleitflora (Gelbstern, Moschuskraut, Seidelbast etc.);
- Förderung von teilweise vorkommenden, seltenen Baumarten wie z. B. Elsbeere oder Mehlbeere.
- Habitatsicherung für die im jeweiligen Schonwald typischen und seltenen Arten von Flora und Fauna.

## Betreuung
Wissenschaftlich betreut wird der Schonwald durch die Forstliche Versuchs- und Forschungsanstalt Baden-Württemberg (BVA).